# カラバイド
カラバイド (Kalabaydh, Kalabayr, Kal-Beyr, Kala Baidh) はソマリランドのスール地域にある町。
なお、マローディ・ジェーハ地域、バリ地域などにも同名の町があるので注意が必要。

## 歴史
2014年2月、ソマリランド軍がスール地域の広い領域で軍事作戦を行い、カラバイドに駐留した。ソマリランド軍の発表によれば、住民の抵抗は無く平和裏に進駐が行われた。
2014年5月、ソマリランドの支援を受けたサーヘールとカラバイドの民兵が、ブーホードレを訪問しようとしたプントランド派のアイン地域知事を阻止。
2017年4月、ソマリランドの大統領府長官がカラバイドを訪れ、開発プロジェクトの構想を発表。
2017年6月、カラバイドで下痢が発生し、2人が死亡、200人以上が感染。
2019年4月、デュルバハンテ氏族の族長であるガラド・ジャマ・ガラド・アリがカラバイドを訪問。
2019年12月、スール地域長官により、市長にMaxamed Cali Hayaan、副市長にC/laahi Jaamac Baasheが任命された。
2020年2月、ソマリランド運輸長官が参加して、ラス・アノドとカラバイドを結ぶ32キロメートルの道路の起工式が行われた。
2021年4月、ラス・アノドとカラバイドを結ぶ道路建設が再開した。

## 教育
ソマリランド教育省の発表によると、カラバイド地区には15つの小学校、1つの中学校がある。